# Fosfoholin
Fosfoholin je intermedijar u sintezi fosfatidilholina u tkivima. Fosfoholin nastaje reakcijom koju posreduje holinska kinaza, u kojoj se konvertuju  i holin u fosfoholin i . Fosfoholin je molekul koji je na primer nađen u lecitinu.
Njega takođe koriste nematode i ljudske posteljice kao posttranslacionu modifikaciju kojom se potiskuje imunski respons domaćina.
Ovaj molekul se vezuje za C-reaktivni protein . Kad je ćelija oštećena, CRP se vezuje za fosfoholin i time započinje proces prepoznavanja i fagocitoze imunskog responsa.

## Literatura
1. ↑   уреди
2. ↑  Evan E. Bolton; Yanli Wang; Paul A. Thiessen; Stephen H. Bryant (2008). „Chapter 12 PubChem: Integrated Platform of Small Molecules and Biological Activities”. Annual Reports in Computational Chemistry. 4: 217—241. doi:10.1016/S1574-1400(08)00012-1.
3. ↑  Lovell TM; Woods RJ; Butlin DJ;  . (2007). „Identification of a novel mammalian post-translational modification, phosphocholine, on placental secretory polypeptides”. J. Mol. Endocrinol. 39 (3): 189—98. PMC 2189575 . PMID 17766644. doi:10.1677/JME-07-0007.
4. ↑  „Placenta 'fools body's defences'”. BBC News. 10. 11. 2007. Приступљено 22. 05. 2010.
5. ↑  Thompson D, Pepys MB, Wood SP (1999). „The physiological structure of human C-reactive protein and its complex with phosphocholine.”. Structure. 7 (2): 169—77. PMID 10368284. doi:10.1016/S0969-2126(99)80023-9.

## Spoljašnje veze
- Imunomodulacija fosfoholinom[мртва веза]